# کنتا تاکاناشی
کنتا تاکاناشی (انگلیسی: Kenta Takanashi؛ زادهٔ ۲۵ مارس ۱۹۹۷) بازیکن والیبال اهل ژاپن است.